# Tethya ingalli
Tethya ingalli är en svampdjursart som beskrevs av James Scott Bowerbank 1858. Tethya ingalli ingår i släktet Tethya och familjen Tethyidae. Inga underarter finns listade i Catalogue of Life.